# 吹屋ふるさと村郷土館
吹屋ふるさと村郷土館（ふきやふるさとむらきょうどかん）は岡山県高梁市成羽町にある郷土館である。

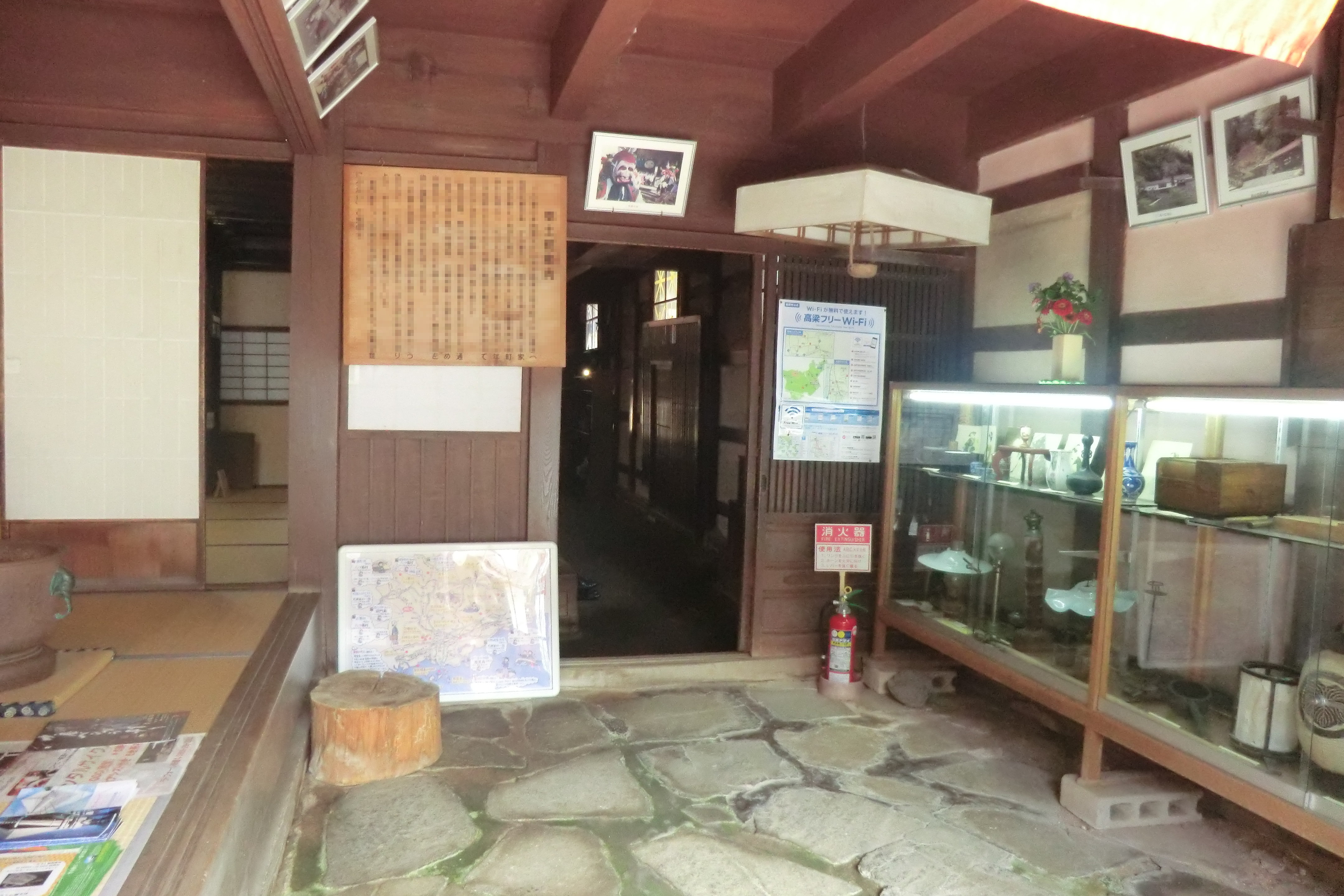
吹屋ふるさと村郷土館　内観

## 概要
1879年（明治12年）に建築された入母造り平入りの二階建て町家である。主屋の土台と外側にはクリ材、縁や敷居にはサクラ材が使われており、ほかの部分には松の巨材を使っている。
1979年（昭和54年）に当時の当主から旧成羽町が借り、現在は郷土館として一般公開されている。

## 沿革
岡山県高梁市成羽町の弁柄業を営んでいた片山家が明治期に分家を出し、本家の向かいに分家が3棟立ち並んだ。片山家本家は「本片山」、分家は3棟西からそれぞれ北片山、中片山、角片山と呼ばれた。このうち角片山が現在の吹屋ふるさと村郷土館である。
角片山は片山嘉吉が分家した家であり、1874年（明治7年）から1879年（明治12年）まで石州大工が建築した。敷地奥の蔵2階の板図には「島根県宮下、石見國那加郡、第1大区小拾六区、浅利村大工棟梁、島田綱吉、明治十二年卯三月三十日」と記されており、嶋田綱吉により1879年（明治12年）建築されたことがわかる。
明治前期、嘉吉は本片山の総支配人をしており、分家後も角片山にて本片山の弁柄を卸す仕事をしていた。

## 所在地
岡山県高梁市成羽町吹屋699

## 交通アクセス

### 公共交通機関
JR伯備線 備中高梁駅から備北バス「吹屋」行きで60分

### 車
賀陽インターチェンジから約60分。
新見インターチェンジから約35分。
JR伯備線 備中高梁駅から約40分。

## 利用情報
- 開館時間
  - 午前9時～午後5時（12月～3月は午前10時～午後4時）
- 休業日
  - 12月29日～31日
- 入館料
  - 個人: 大人400円、小人200円
  - 団体（20名以上）: 大人360円、小人180円

## 周辺情報
- 広兼邸
- ベンガラ館
- 笹畝坑道
- 旧片山家住宅